# Campeonato Paulista de Futebol de 2003
O Campeonato Paulista de Futebol de 2003 foi a 63.ª edição do campeonato organizado pela Federação Paulista de Futebol. A competição foi disputada entre os dias 25 de janeiro e 22 de março.
O campeão da competição foi o Corinthians, que levou a melhor nas finais sobre o vice-campeão São Paulo.
Luís Fabiano, do São Paulo, foi o artilheiro, com 8 gols.

## Participantes
O Campeonato Paulista de 2003 contou com 21 equipes, várias delas não participantes da edição anterior, que não contou com boa parte das equipes mais tradicionais em função da realização do Supercampeonato Paulista de 2002.
| Clube                    | Cidade                | Colocação em 2002 |
| ------------------------ | --------------------- | ----------------- |
| América                  | São José do Rio Preto | 10º               |
| Botafogo-SP              | Ribeirão Preto        | 7º                |
| Corinthians              | São Paulo             | Não participou    |
| Guarani                  | Campinas              | Não participou    |
| Internacional de Limeira | Limeira               | 8º                |
| Ituano                   | Itu                   | 1º                |
| Juventus                 | São Paulo             | 4º                |
| Marília                  | Marília               | 1st (A2)          |
| Mogi Mirim               | Mogi Mirim            | 6º                |
| Palmeiras                | São Paulo             | Não participou    |
| Paulista                 | Jundiaí               | Não participou    |
| Ponte Preta              | Campinas              | Não participou    |
| Portuguesa               | São Paulo             | Não participou    |
| Portuguesa Santista      | Santos                | Não participou    |
| Rio Branco               | Americana             | 3º                |
| Santo André              | Santo André           | 5º                |
| Santos                   | Santos                | Não participou    |
| São Caetano              | São Caetano do Sul    | Não participou    |
| São Paulo                | São Paulo             | Não participou    |
| União Barbarense         | Santa Bárbara d'Oeste | 9º                |
| União São João           | Araras                | 2º                |

## Finais

### Jogo de ida[6]
| 16 de março de 2003 | Corinthians                                      | 3 — 2 | São Paulo                       | Morumbi, São Paulo                               |
|                     | Rogério 29' (pen.) · Fábio Luciano 69' · Gil 84' |       | Luís Fabiano 33' · Reinaldo 77' | Público: 46 633 Árbitro: Cleber Wellington Abade |

Corinthians: Doni; Rogério, Fábio Luciano, Ânderson e Kléber; Fabinho, Vampeta e Jorge Wagner; Leandro Lessa (Renato), Liedson e Gil. Técnico: Geninho.
São Paulo: Rogério Ceni; Júlio Baptista, Jean, Gustavo Nery e Fabiano; Maldonado, Fábio Simplício, Ricardinho e Kaká (Itamar); Luis Fabiano e Reinaldo. Técnico: Oswaldo de Oliveira.

### Jogo de volta[7]
| 22 de março de 2003 | São Paulo                      | 2 — 3 | Corinthians                         | Morumbi, São Paulo                                     |
|                     | Luís Fabiano 49' · Fabiano 62' |       | Liédson 21' · Jorge Wagner 47', 88' | Público: 71 736 Árbitro: Sálvio Spínola Fagundes Filho |

São Paulo: Rogério Ceni (Roger); Gabriel (Kléber), Jean, Júlio Santos e Fabiano; Júlio Baptista, Fábio Simplício, Ricardinho e Reinaldo; Itamar e Luís Fabiano. Técnico: Oswaldo de Oliveira.
Corinthians: Doni; Rogério, Fábio Luciano, Ânderson e Kléber; Fabinho, Vampeta e Jorge Wagner (Renato); Fumagalli (Roger), Liedson e Gil. Técnico: Geninho.

## Premiação
| Campeão Paulista de 2003 |
| ------------------------ |
| CORINTHIANS (25º título) |